# Bridge Across Forever
A Transatlantic nevű szupergroup második nagylemeze, melyet a Metal Blade által adtak ki 2001-ben. Később az InsideOut Music segítségével is piacra került. A kritikusok olyan albumokkal hozták párhuzamba, mint a Close To The Edge.

## A zene
Az album a Duel With The Devil című monumentális (26 perces) alkotással kezdődik, mely egy téma körül forog mégis nagyon ötletes, egyáltalán nem unalmas szám. A Suite Charlotte Pike tisztelgés a Beatles előtt, míg a Bridge Across Forever egy lírai Morse-szólószám. Az utolsó Stanger In Your Soul a 30 percet is eléri, hasonló dolgokat lehet róla elmondani, mint az első számról.

## Számok listája
1. Duel with the Devil – 26:43
2. Suite Charlotte Pike – 14:33
3. Bridge Across Forever – 5:32
4. Stranger in Your Soul – 30:00

## Közreműködő zenészek
- Neal Morse – billentyűs hangszerek, ének
- Roine Stolt – gitár, ének
- Mike Portnoy – dob
- Pete Trewavas – basszusgitár
- Chris Carmichael – hegedű, brácsa, cselló
- Keith Mears – szaxofon